# Традесканция покрывальчатая
Традеска́нция покрыва́льчатая, или традесканция разноцве́тная (лат. Tradescántia spathácea) — травянистое растение, вид рода Традесканция (Tradescantia). 
Ранее этот таксон выделяли в отдельный монотипный род Рео (Rhoeo) под названием рео разноцветное. В литературе и интернет-источниках по цветоводству часто встречаются следующие варианты устаревшего названия — рео пёстрое, рео покрывальчатое, роео разноцветная, роео пёстрое.

## Название
Прежнее родовое название растения дано по имени нимфы Рео, героини древнегреческой мифологии. Таким образом, видовой эпитет растения предпочтительно употреблять в женском роде — Рэо покрывальчатая. 
Род Традесканция был назван Карлом Линнеем в честь отца и сына Традескантов, английских естествоиспытателей, путешественников и коллекционеров — Джона Традесканта — старшего (1570—1638) и Джона Традесканта — младшего (1608—1662).
Русский видовой эпитет является переводом прилагательного в женском роде лат. spathaceus — в форме покрывала, покрывальчатый.
Народное название, получившее распространение у цветоводов, — «ладья Моисея», или «Моисей в корзинке» (англ. Moses in the Cradle), — из-за крупных ладьевидных кроющих листьев внутри которых формируется соцветие.

## Ботаническое описание

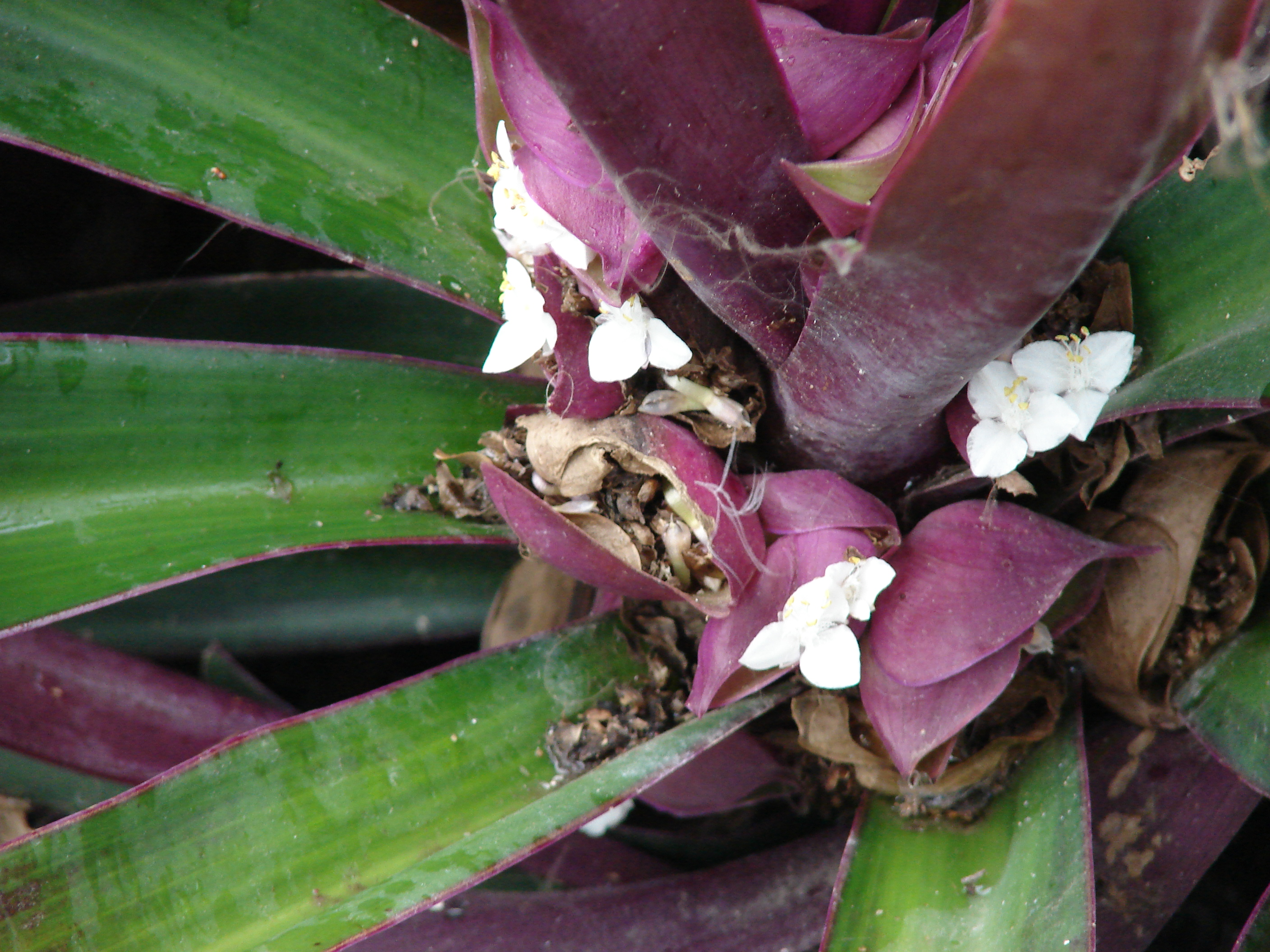
Цветение

Травянистый корневищный многолетник высотой 30—60 см. Стебель мясистый, прямой или восходящий, по мере вытягивания может укореняться в узлах.

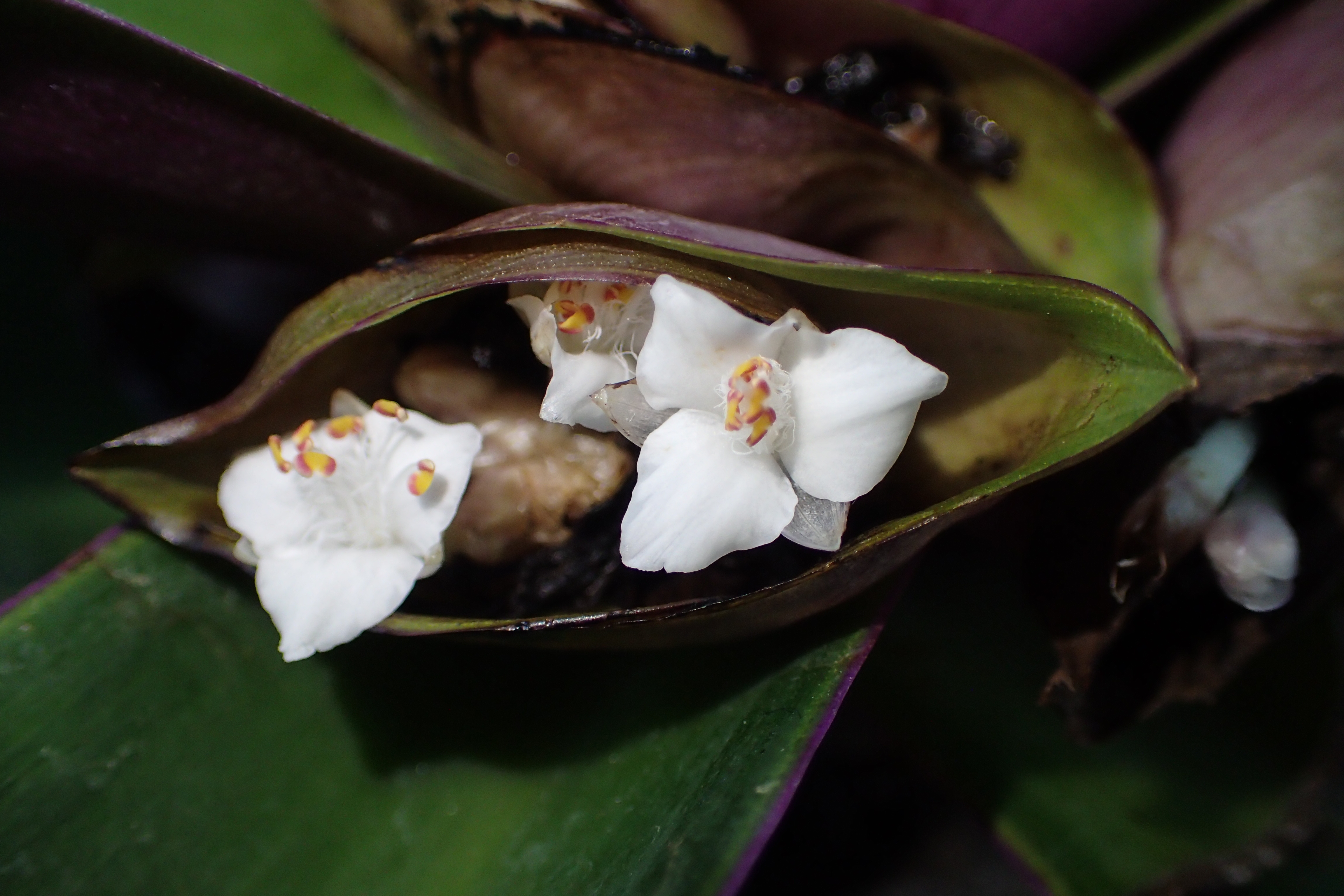
Соцветие традесканции покрывальчатой

Листья 20—35 см и более длиной и 5—7 см шириной, лентовидные с заострённым концом, горизонтальные, сидячие, кожистые, блестящие, суккулетные, тёмно-зелёные сверху и с красно-фиолетовым оттенком снизу с неярко выраженными полосами. Листорасположение спиральное. В процессе роста нижние листья постепенно отмирают и опадают. 
Цимозные соцветия на коротких цветоносах. Цветки мелкие, сидят на гладких цветоножках в «лодочке-покрывале» (отсюда и видовое название), образованное двумя или тремя лиловыми листочками прицветника. Чашелистики заметные, белые, 3—6 мм длинной. Лепестки яйцевидные, белые, примерно вдвое длиннее чашелистиков. Тычинки свободные, их белые нити длиннобородчатые.
Плод — 3- или 2-гнёздная локулицидная коробочка, 3—4 мм в диаметре, с одним семенем в гнезде (характерный признак вида).
Цветение недолгое, на родине цветёт зимой, в культуре может происходить в любое время года. 
Число хромосом: 2n = 12 (в Белизе).

## Распространение и экология
Родина растения — тропики Центральной Америки (юго-восточные области Мексики, Гватемала и Белиз).
В качестве интродуцента вид натурализовался в тропическии лесах Гондураса, Никарагуа, Эквадора, Перу, штата Флорида, Антильских островов, в субтропиках Америки, а также в Африке (Гамбия, Танзания) и в Азии (Бангладеш, Юго-Восточный Китай, Корея, Филиппины).

## Хозяйственное значение и использование

### В традиционной медицине
Растение используют в народной медицине. В Мексике сок, раздражающий кожу и вызывающий её покраснение (аллергический дерматит), используют в качестве румян. Кубинцы используют этот же сок для прекращения кровотечения из десен, а отвар листьев — при заболеваниях дыхательных путей.
|                                                                                                |  |
| Tradescantia spathacea в Ботаническом саду принцессы Маха Чакри Сириндхорн в Районге (Таиланд) |  |

Сок листьев традесканции может вызвать аллергический дерматит.

### В культуре
Хотя при благоприятных условиях цветение растения может продолжаться в течение всего года, выращивают его ради красиво окрашенных плотных, блестящих листьев.
В культуре представлен единственный вид Rhoeo discolor (рео пёстрое), обладающая блестящими зелёными или зеленовато-желтыми листьями до 30 см длиной с пурпурной нижней стороной и прицветниками в форме ладьи с маленькими цветками внутри. Наиболее широко распространена форма vittata и зелёно-жёлтыми полосками.
Рекомендуется выращивать традесканцию на хорошо освещённых местах, избегая долгих прямых солнечных лучей. Зимой требует теплого воздуха и защиты от сквозняков. Необходимо притенение от прямых агрессивных солнечных лучей во избежание получения ожогов листьев. В тёмных местах растение вытягивается, меняет окраску на бледную. Традесканция выдерживает высокие температуры. Хорошо растёт на восточных и западных окнах. Температура не должна опускаться ниже 10 градусов-16 градусов. При балконном содержании традесканция переносит ночные температуры до 5 °С, но листья теряют тургор.
Растение нетребовательно к поливу, но не терпит длительного пересушивания почвы. В весеннее-летний период полив следует проводить чаще, раз-два в неделю, в осеннее-зимний период — реже: 1-3 в месяц.

Очень влажный воздух благоприятен для роста традесканции, поэтому листья регулярно опрыскивают.

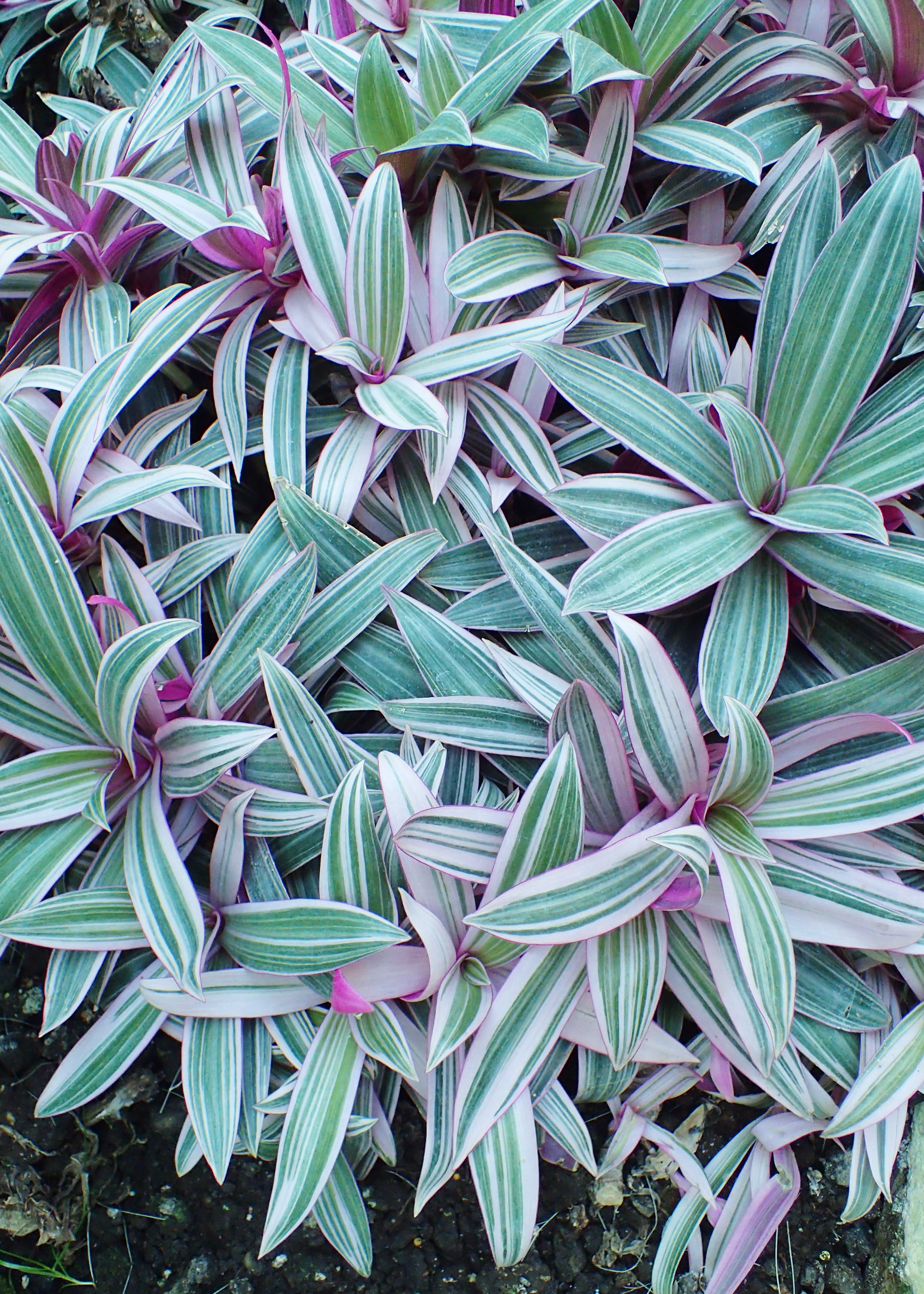
Популярный в озеленении культивар Rhoeo discolor cv. Vittata

Растение необходимо содержать в «хорошей форме»: своевременно обрывать увядшие цветки и листья и укорачивать слишком разросшиеся ветви, периодически обновляя почву. Субстрат составляют из смеси плодородной садовой земли (50 %), торфа (30 %) и песка (20 %) Хороший дренаж обязателен.
Удобрение: с марта по август традесканцию подкармливают удобрением для комнатных декоративно-лиственных растений через каждые две недели.
Пересаживают ежегодно весной.

#### Сорта
В литературе по садоводству встречаются под названиями Рео (или рэо) покрывальчатая (Rhoeo spathacea), Рэо разноцветная (Rhoeo discolor).
- Рэо полосатая — данная разновидность отличается наличием светлых полос на верхней части листовой пластины.
- Рэо розовая — растения этой разновидности обладают более розовыми полосами на листьях.
- Рэо разноцветная (Rhoeo discolor cv. Compacta)[10] — компактный низкорослый легко кустящийся культивар.
- Рео разноцветная (Rhoeo discolor cv. Vittata)[10] — рео пёстрое, культурная разновидность с продольными жёлтыми полосками на листьях, обладающая высокой декоративностью.
- Рэо разноцветная (Rhoeo discolor 'Stripe in Pink')[10] — новый сорт с бело-розовыми полосами на серебристом фоне и яркой розовой обратной стороной листа.

## Размножение
Наиболее благоприятным для дальнейшего развития растения считается способ укоренения боковых побегов. От корней растения часто появляются молодые растения. Их нужно осторожно отделить от материнского растения и если недостаточно корневой системы, то оставить в сосуде с водой комнатной температуры до образования корней. Также можно размножать растение черенками, которые быстро укореняются в воде или субстрате песка и торфа при температуре +20 C°. После укоренения произвести посадку на постоянное место. Сажать нужно тогда, когда корни достигли длины 1,5-2 см. Размножается также и семенами, которые сами сеются, по мере созревания выпадая из ладьевидных прицветников. Рост традесканции в благоприятных условиях достаточно быстр.

## Болезни ивредители
Это достаточно устойчивое к болезням растение, практически ничем не болеет. В редких случаях традесканция может быть подвержена поражению щитовкой. Липкий налёт от щитовки смывают намыленной губкой, потом промывают растение под душем, защитив почву плёнкой. Сильно поражённые щитовкой листья лучше удалить. Также традесканция может быть подвержена заболеванию серой гнилью и мучнистой росой. Обильный полив, особенно при низкой температуре, может вызвать загнивание листьев, и в тяжёлых случаях всего растения. Чрезмерное воздействие фотонов света в солнечное время суток отрицательно влияет на рост листьев растения, вызывая появление ожогов.